# Relieves de Jesús F. Contreras en la Exposición Universal de París de 1889

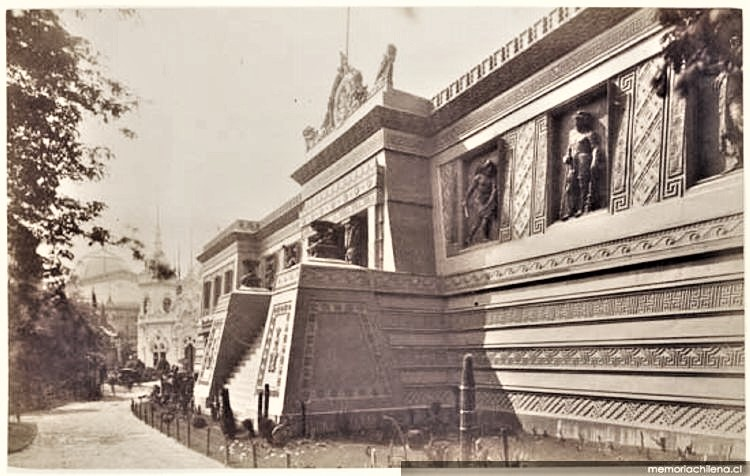
Pabellón de México en la Exposición Universal de 1889

Los Relieves de Jesús F. Contreras en la Exposición Universal de París de 1889 formaron parte del llamado Palacio Azteca, en el que se quería mostrar el “espíritu nacional” de México a partir de una iconografía prehispánica en el contexto del porfirismo. Se encontraban dispuestos a lo largo de la fachada y estaban elaborados en bronce, siguiendo una secuencia que comienza con tres personajes mitológicos, seguidos de seis figuras históricas y finalizando con tres deidades mexicas.
Estos relieves pertenecieron al Pabellón mexicano presente en la Exposición Universal de París de 1889, el cual estaba localizado al oeste de la Torre Eiffel. El pabellón medía aproximadamente 70 metros de largo, 30 metros de ancho y 15 metros de alto.
El conjunto escultórico obedeció a un programa decorativo elaborado por el doctor Peñafiel, cuyo contenido iconográfico buscaba brindar estabilidad al gobierno, demostrar la exuberancia de la naturaleza y aludir a un prestigio histórico de las culturas precolombinas. Este conjunto fue realizado por el escultor aguascalentense Jesús F. Contreras.
Los relieves se conservan en el Museo de Aguascalientes, el Museo del Ejército (Ciudad de México) y el Jardín de la Triple Alianza (Ciudad de México).

## Pabellón de México en la Exposición Universal de París de 1889
Este proyecto arquitectónico debía adecuarse a los intereses políticos de aquella época: demostrar la estabilidad del gobierno de Porfirio Díaz y dar validez a la incorporación del país al mercado internacional.

## Conjunto escultórico

### Relieves de deidades Mexicas

#### Tláloc (dios de la lluvia)
Tlaloc significa “El que está hecho de Tierra” o “Vino de la Tierra”. Aparece junto con la deidad Chalchiuhitlicue, quien es su hermana y esposa. La lluvia se le atribuye a Tlaloc y pertenece al grupo conocido como los dioses creadores.
Personaje mitológico al que se le atribuía la lluvia, los rayos, el trueno y el relámpago. Venerado por la aparición de precipitaciones y temido por sus otras características atribuidas por este pueblo originario.
Contreras lo representa con la máscara típica de esta deidad; su brazo izquierdo sostiene un jarro del que sale agua y su brazo derecho una serpiente.

#### Centéotl(diosa del maíz)
Deidad a la que se le atribuyen los alimentos, específicamente el maíz. Su nombre proviene del nahua: Cintli (maíz) y teotl (dios). Era muy apreciada por la civilización mexica y se le relacionaba directamente con la mata del maíz, cuando aún estaba verde se decía que era su corazón similar al jade, verde y precioso.
En los códices aparece con todo el cuerpo pintado de rojo o amarillo, en el rostro lleva una línea negra. Su penacho tiene plumas verdes de quetzal en la parte superior y mazorcas de maíz en su tocado.
Contreras representa a esta deidad en su forma femenina; en su cabeza lleva un tocado de plumas. Ambos brazos están levantados a la altura de los hombros y sostiene en ellos un par de mazorcas.

#### Chalchiuhtlicue (diosa del agua)
Diosa a la que se le atribuyen las fuentes y ríos. Chalchiuhtlicue significa “La de la falda de jades”. Se relaciona con el poder sobre el agua de mar y los ríos, además de atribuirse los peligros de esos lugares como ahogamientos, tempestades, remolinos y pérdidas de barcas, canoas.
El alto relieve que Contreras realiza cuenta con una corona de plumas, de donde sale una especie de tela, simulando cascadas. En la parte inferior se encuentra un círculo que simula el flujo del agua.

#### Camaxtli(dios de la caza)
El escultor representa a esta deidad sosteniendo un arco con uno de sus brazos, un conejo en el torso, sostenido con una especie de cinta y una canasta tomada por el otro brazo. 

#### Xochiquetzal(diosa de las artes)
Conocida como la más bella de todas las diosas, su nombre hace referencia a ser “preciosa como una flor” o “flor preciosa”. Representa un amor libre, juvenil y espontáneo. Había labores que se le atribuían como el arte de hilar el algodón, de tejer con el telar de cintura y bordado, por lo que los artistas (pintores, dibujantes, tejedoras) la adoraban y le ofrecían ofrendas.
En los códices era representada como una mujer sentada o arrodillada. Se representaba toda de rojo o con la mitad superior del rostro amarilla y la parte inferior turquesa. Portaba bandas de cuero y en ocasiones flores blancas.
El alto relieve de Contreras se caracteriza por el uso de flores, tanto en las prendas de la figura como en lo que sostiene con sus manos alzadas y lo que porta en la cabeza. También se observan detalles vegetales en la parte inferior de la obra, junto a los pies de la diosa.

#### Yacatecuhtli(dios del comercio)
Contreras lo representa iconográficamente sosteniendo una especie de remo y un escudo al lado contrario de este.  En la parte inferior del alto relieve se nota la representación del agua. 

### Relieves de personajes históricos (reyes)

#### Nezahualcóyotl(triple alianza)
Uno de los jefes de Texcoco. Su nombre significa “coyote hambriento'' y se caracteriza por ser el responsable del embellecimiento de la ciudad, su afinidad por las artes, las ciencias y las letras.

#### Izcóatl(triple alianza)
Jefe de lo que se conocía como Tenochtitlan. Su nombre significa “serpiente de pedernal”. Formó parte de la triple alianza. El lugar del que era Tlatoani se conocía como la capital de la Triple Alianza, lo que traía consigo un aspecto más urbano.
Fue el gran fundador del imperio, atribuyéndole la creación de una verdadera nacionalidad.

#### Totoquihuatzin(triple alianza)
Contreras utiliza a este personaje para representar una estructura centralista tanto en el México antiguo como en el de su época, ya que este pertenece a la triple alianza; el pacto era algo buscado regularmente, como en nuestros días.

#### Cacama(rey guerrero)
Fue señor de Texcoco y sobrino de Moctezuma; se opuso rotundamente a recibir a Cortés. Amenazó de muerte a los españoles, y reunió nativos para liberar a Moctezuma. Se caracterizaba por ser animoso, porfiado y buen guerrero.
Contreras representa a este personaje con una personalidad intimidante, “protegiéndose de lo que lo rodea”.

#### Cuitláhuac(rey guerrero)
El escultor toma a este personaje para dotarlo de cierta serenidad y crear un contraste mayor entre Cacama y Cuauhtémoc.

#### Cuahutémoc(rey guerrero)
Último emperador del imperio. Fue el primo de Moctezuma y al morir éste se convirtió en el jefe de la rebelión contra los españoles. Es conocido típicamente por la tortura que realizó Cortés en su contra: quemarle los pies. 
Contreras lo representa con un aire desafiante.